# Hulín
Hulín település Csehországban, Kroměříži járásban. Hulín Tlumačov, Němčice, Kvasice, Ludslavice, Pravčice, Kurovice, Třebětice, Skaštice, Střížovice, Břest és Kroměříž településekkel határos. Lakosainak száma 6491 fő (2024. január 1.).

## Népesség
A település lakosságának változását az alábbi diagram mutatja:
| Lakosok száma | 2867 | 3663 | 4506 | 4788 | 7649 | 7610 | 6902 | 6819 | 6533 | 6491 |
|               | 1869 | 1890 | 1921 | 1950 | 1980 | 2001 | 2017 | 2019 | 2022 | 2024 |